# Цесвайнский край
Це́свайнский край (латыш. Cesvaines novads) — бывшая административно-территориальная единица на востоке Латвии, в историко-культурной области Видземе. Край состоял из Цесвайнской волости и города Цесвайне, который входил в состав края.
Край был образован 1 июля 2009 года из части расформированного Мадонского района.
Площадь края составляла 190,5 км². Граничил с Мадонским и Гулбенским краями.
В 2021 году в результате новой административно-территориальной реформы Цесвайнский край был упразднён.

## Население
На 1 января 2010 года население края составляло 3114 человек. 
Национальный состав населения края по итогам переписи населения Латвии 2011 года:
| Национальность | Численность, чел. (2011) | %        |
| -------------- | ------------------------ | -------- |
| Латыши         | 2601                     | 92,83 %  |
| Русские        | 116                      | 4,14 %   |
| Белорусы       | 35                       | 1,25 %   |
| Украинцы       | 8                        | 0,29 %   |
| Поляки         | 9                        | 0,32 %   |
| Литовцы        | 8                        | 0,29 %   |
| Другие         | 25                       | 0,89 %   |
| всего          | 2802                     | 100,00 % |

## Территориальное деление
- город Цесвайне (латыш. Cesvaines pilsēta)
- Цесвайнская волость (латыш. Cesvaines pagasts)